# Unaccustomed As We Are
Unaccustomed As We Are – amerykański film z 1929 roku, pierwszy film dźwiękowy z udziałem duetu Flip i Flap.